# Rio Chess Open
O Rio Chess Open é uma competição de xadrez internacional localizado no Rio de Janeiro, Brasil. O torneio é absoluto permitindo a participação de homens e mulheres como elegíveis a disputar este título.
Foi criado em 2022 pelo Árbitro Internacional Ednilson Monteiro Rosas, (Ed Rosas), Presidente da FEXERJ (Federação de Xadrez do Estado do Rio de Janeiro) e Presidente do CXC (Clube Xadrez Carioca).

## História
O Rio Chess Open iniciou em 2022.

#### Rio Chess Open 2022: O Início
O Rio Chess Open de 2022 inaugurou-se por meio dos esforços de seu fundador que reuniu as custas, vendeu o carro, e realizou o primeiro evento. Esta edição contou com a participação do Grande Mestre (GM) Krikor Mekhitarian.

#### Rio Chess Open 2023: O Projeto Continua
O Rio Chess Open de 2023 atraiu a participação de 130 atletas de vários estados do Brasil e países de todo o mundo, como Argentina, Bolívia, Canadá, Cuba, França, Holanda, Paraguai, Romênia, Uruguai e Estados Unidos. Contou com nomes como GM Evandro Barbosa e GM Luis Paulo Supi.

#### Rio Chess Open 2024: O Open Fluminense
O Rio Chess Open de 2024 estabeleceu-se definitivamente neste ano. Realizado em Copacabana, Rio de Janeiro, o Rio Chess Open ampliou suas fronteiras, atraindo ainda mais competidores e introduziu workshops e torneio de solucionismo.
Esta edição recebeu a presença do Grande Mestre (GM) Alexandr Fier, que sagrou-se campeão do torneio.

## Lista dos campeões no absoluto
Abaixo a lista de campeões, vice-campeões e terceira posição do Rio Chess Open.
| Ano  | Campeão              | Pontos | Vice-campeão                 | Pontos | 3ª posição                   | Pontos | Refs. |
| ---- | -------------------- | ------ | ---------------------------- | ------ | ---------------------------- | ------ | ----- |
| 2024 | GM Alexandr Fier     | 8,5    | GM Everaldo Matsuura         | 7      | GM Alejandro Hoffman         | 6,5    | [ 3 ] |
| 2023 | GM Luis Paulo Supi   | 7,5    | IM Simon Alejandro Languidey | 7      | GM Evandro Barbosa           | 7      | [ 4 ] |
| 2022 | GM Alejandro Hoffman | 5,5    | GM Andres Vila Rodriguez     | 5,5    | WIM Kathie Goulart Librelato | 5,5    | [ 5 ] |